# Cambria County
Cambria County är ett administrativt område i delstaten Pennsylvania i USA. År 2010 hade countyt 143 679 invånare. Den administrativa huvudorten (county seat) är Ebensburg.

## Politik
Cambria County har länge varit ett så kallat swing distrikt och det brukar vara jämnt mellan republikanerna och demokraterna i valen. Under 2010-talet har dock countyt tenderat att rösta på republikanerna. I presidentvalet 2012 vann republikanernas kandidat countyt med 18 procents marginal mot sittande president Barack Obama. I presidentvalet 2016 ökade stödet för republikanerna ytterligare, vars kandidat Donald Trump vann countyt med 66,5 procent av rösterna mot 29,7 för demokraternas kandidat, vilket är den genom tiderna största vinstmarginalen i countyt för en kandidat.

## Geografi
Enligt United States Census Bureau har countyt en total area på 1 796 km². 1 782 km² av den arean är land och 14 km² är vatten. 

### Angränsande countyn
- Clearfield County - nord
- Blair County - öst
- Bedford County - sydost
- Somerset County - syd
- Westmoreland County - sydväst
- Indiana County - väst

### Orter
- Ashville
- Brownstown
- Carrolltown
- Cassandra
- Chest Springs
- Cresson
- Daisytown
- Dale
- East Conemaugh
- Ebensburg (huvudort)
- Ehrenfeld
- Ferndale
- Franklin
- Gallitzin
- Geistown
- Hastings
- Johnstown
- Lilly
- Lorain
- Loretto
- Nanty Glo
- Northern Cambria
- Patton
- Portage
- Sankertown
- Scalp Level
- South Fork
- Southmont
- Summerhill
- Tunnelhill (delvis i Blair County)
- Vintondale
- Westmont
- Wilmore